# Lipaphis alliariae
Lipaphis alliariae är en insektsart som beskrevs av F.P. Müller 1952. Lipaphis alliariae ingår i släktet Lipaphis och familjen långrörsbladlöss. Enligt den finländska rödlistan är arten akut hotad i Finland. Arten är reproducerande i Sverige. Artens livsmiljö är odlingsmark. Inga underarter finns listade i Catalogue of Life.